# Друде (лунный кратер)
Кратер Друде (лат. Drude) — небольшой ударный кратер в горах Кордильеры на обратной стороне Луны. Название присвоено в честь немецкого физика Пауля Карла Людвига Друде (1863—1906)  и утверждено Международным астрономическим союзом в 1970 г. 

## Описание кратера

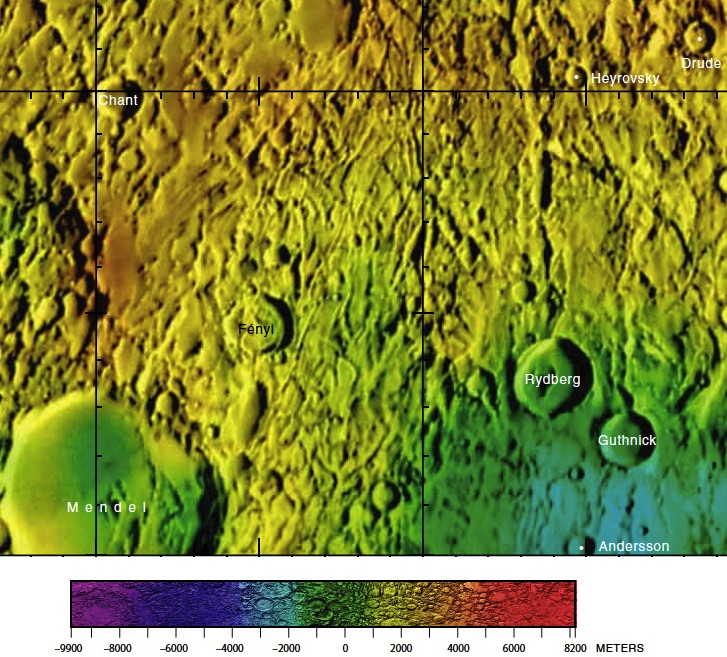
Окрестности кратера Друде. Фрагмент карты обратной стороны Луны.

Ближайшими соседями кратера являются кратер Фокас на севере-северо-западе; кратер Шейлер на северо-востоке; кратер Графф на юго-востоке и кратер Хейровский на западе-юго-западе. Селенографические координаты центра кратера 38°34′ ю. ш. 91°53′ з. д. / 38,56° ю. ш. 91,89° з. д., диаметр 27,1 км, глубина 4,12 км.
Кратер имеет полигональную форму слегка вытянутую в направлении север-юг, практически не подвергся разрушения. Вал с острой кромкой и гладким широким внутренним склоном. Высота вала над окружающей местностью достигает 840 м, объем кратера составляет приблизительно 370 км³. Дно чаши кратера сравнительно ровное, без приметных структур. 
Несмотря на расположение на обратной стороне Луны при благоприятной либрации кратер доступен для наблюдения с Земли, однако под низким углом и в искаженной форме.

## Сателлитные кратеры
Отсутствуют.
- Сателлитный кратер Друде S в 1985 г. переименован к кратер Хейровский.

## См.также
- Список кратеров на Луне
- Лунный кратер
- Морфологический каталог кратеров Луны
- Планетная номенклатура
- Селенография
- Минералогия Луны
- Геология Луны
- Поздняя тяжёлая бомбардировка